# 加納天満宮
加納天満宮（かのうてんまんぐう）は、岐阜県岐阜市にある神社（天満宮）である。旧県社。沓井城の守護神であった。

## 概要
文安2年（1445年）、斎藤利永が沓井城を築城した際、城の守護神として天満宮を勧請した。しかし、古記によると創建はそれよりも百余年古く、もとは上加納に祀られていた神社であるという。
慶長6年（1601年）に奥平信昌が加納城を築城した際に城郭内の沓井天満宮を現在地に移転させた。
平入形式入母屋造の拝殿は文化7年（1810年）の建立で、境内にあった建物で太平洋戦争による戦災を唯一免れた。
本殿は2001年（平成13年）に鎮座400年を記念して新たに造営された建物だが、その基礎となっている大岩は宝暦年間に3年がかりで氏子町内ごとに寄進されたものである。
かつて加納地区には9台の山車があったのだが、1台を除き太平洋戦争の戦災で焼失している。唯一残った山車「鞍馬車」は加納天満宮に保管され、岐阜市の有形重要民俗文化財に指定されている。

## 沿革
- 1445年（文安2年）：斎藤利永が沓井城を築城する。その際、城の守護神として天満宮を勧請する。
  - 別説では、1350年頃には創建されたという。
- 1538年（天文7年）：沓井城が廃城となる。守護神であった天満宮は地元の人々により祀られ続けたという。
- 1601年（慶長6年）：奥平信昌が加納城を築城した際、現在地に移転する。
- 1810年（文化7年）：拝殿が新築される。
- 1868年（明治元年）頃：天満神社に改称する。
- 1891年（明治24年）：濃尾地震の被害を受ける。
- 1924年（大正13年）：県社となる。
- 1945年（昭和20年）：岐阜空襲で拝殿以外のほとんどの建物を焼失する。
- 1948年（昭和23年）：本殿を再建する。この頃、加納天満宮と改称する。
- 1956年（昭和31年）9月：岐阜県神社庁より県神社庁長参向指定神社（金幣社）の指定を受ける[3][4]。
- 2003年（平成15年）10月：本殿を新築する。戦後途絶えていた山車曳航を加納天満宮天神まつりとして復活する。

## 文化財
- 山車　岐阜市有形民俗文化財

## 行事
- 6月30日：みそぎ祭り
- 7月14日：提灯祭り（津島神社）
- 10月：例祭

## 境内
| 拝殿 |  | 本殿 |
| 拝殿 |  | 本殿 |

- 拝殿：1810年（文化7年）
- 本殿
- 津島神社
- 稲荷神社

※ その他、境内には多数の末社、岐阜和傘を始めた松平光重をたたえる「傘祖彰徳碑」をはじめ、「明治37年38年戦役紀念碑」や天満会館などがある。

## 交通機関
- JR東海道本線・高山本線 岐阜駅より徒歩で約5分。
- 名鉄名古屋本線・各務原線 名鉄岐阜駅より徒歩で約12分。
- 岐阜バス松籟加納線、岐南町線、加納島線、茜部三田洞線、加納南線などで「加納桜道」バス停下車、徒歩で約5分。